# Constitution centrafricaine de 2015
Pour les articles homonymes, voir Constitution de la République centrafricaine.
Charte de la transition centrafricaine Constitution centrafricaine de 2023
La Constitution de la République centrafricaine de 2015 est la huitième Constitution de l'histoire du pays. Elle a été adoptée le 14 décembre 2015.
La Constitution conserve la limitation du nombre de mandats présidentiels à deux, instituée par la constitution précédente et créé une Haute Cour de Justice.
Elle est promulguée le 27 mars 2016, trois jours avant l'investiture du nouveau président, Faustin-Archange Touadéra, élu à l'issue de l'élection présidentielle centrafricaine de 2015.
Le 16 avril 2020, Le Bureau de l’Assemblée nationale centrafricaine a déclaré, la recevabilité du projet de loi modifiant le texte fondamental. L’objectif, selon les initiateurs du projet, est de combler un manque de la Constitution qui ne prévoirait pas la vacance de la présidence en cas du report du scrutin pour cause de force majeure.
La proposition vise les articles 35 et 68 de la Constitution du 30 mars 2016. L’article 35 modifié précise que si le processus électoral n’aboutit pas dans les délais, pour cause de force majeure, le président de la République en exercice reste en place jusqu’à la prise de fonction effective du nouveau président de la République. Et ceci sans préciser de délai maximum. L’article 68 modifié prévoit la même chose pour l’Assemblée nationale.
Elle est abrogée en 2023 à la suite d'un référendum constitutionnel.

## Sources

## Compléments